# Koncentracijski logor Majdanek
Koncentracijski logor Majdanek (drugi naziv Lublin) bio je nacistički koncentracijski logor i logor smrti smješten na ograncima grada Lublina. Prvotna namjena logora bila je da se u njega smjeste razni zarobljenici koji će biti prisiljeni na rad, ali brzo nakon samog otvaranja prenamijenjen je u logor smrti.
Logor je bio u funkciji od 1. listopada 1941. do 22. srpnja 1944. godine. Sovjeti su ga zauzeli gotovo bez ikakvog napora i bombardiranja, stoga je izrazito dobro očuvan. Zbog brzog napredovanja oslobodilačkih snaga, upravitelji logora nisu stigli ukloniti dokaze koji bi upućivali na ratne zločine i zločine protiv čovječnosti. Majdanek je prvi koncentracijski logor otkriven i oslobođen od strane savezničkih snaga.

## Izgradnja
Logor je zamišljen kao mjesto na kojemu će se držati ratni zarobljenici istočnog fronta, ponajprije sovjetski vojnici. Originalni nacrti izrade predviđali su prostor u koji bi se moglo smjestiti 25 000 ljudi odjednom.
Nakon pokretanja velike ofenzive na istočnom frontu, broj ratnih zarobljenika je svakog dana bio sve veći, stoga su nacrti izmijenjeni i logor je proširen za dodatnih 25 000 mjesta. Planovi za dodatno širenje logora postojali su i dalje, a u ožujku 1942. godine planovi su predviđali postojanje oko 250 000 mjesta za zarobljenike. Logor nikad u svojoj povijesti nije bio većeg kapaciteta od 50 000 mjesta.  
U ranom tijeku izrade radilo je oko 150 židova iz drugih koncentracijskih logora diljem Poljske. U kasnijem periodu izgrade i proširenja sudjelovalo je oko 2000 sovjetskih zarobljenika koji su preživjeli ekstremne i nehumane uvjete i deprivacije sna. U samoj izgradnji logora poginulo je preko 1500 ljudi, što od gladi, što od ekstremnog umora. Svi židovi koji su sudjelovali u izgradnji logora umrli su.

## Operativna upotreba
Logor Majdanek je u početku primao viškove zarobljenika iz logora Belzec, Sobibor i Treblinka. Zbog velikog broja poljskih židova koji su stanovali u Krakowu, Lavovu, Zamośću i Varšavi. Majdanek je krajem ožujka 1942. godine pretvoren u logor smrti. Zatvorenici su ubijani toksičnim plinovima (Ciklon B) ili su ih ubijali odredi Trawnikisa (izabrani zarobljenici koji bi poštedu od smaknuća ostvarivali tako što bi ubijali logoraše). 
Sredinom listopada 1942. godine logor je, prema službenim podacima, imao 9519 registriranih logoraša (7468 židova i 1884 poljaka koji nisu bili židovi). Do kolovoza 1943. godine logor je imao 16 206 zarobljenika (9105 židova i 3894 poljaka koji nisu bili židovi). Ostatak zarobljenika sačinjavali su bjelorusi, ukrajinci, rusi, talijani, francuzi i nizozemci.
Posebnost logora Majdanek je u tome što je od listopada 1942. godine imao ženske nadzornike i čuvarice. To su bile pripadnice nacističkog SS-a i poslijeratno su osuđene za ratne zločine.
Majdanek je tek na jesen 1943. godine dobio svoje podlogore, odnosno logore koji su bili direktno pod upravom vrha Majdaneka. Neki od podlogora su Budzyn, Trawniki, Poniatowa, Krasnik, Pulawy i dr.
Pošto je logor bio smješten nedaleko od grada Lublina, zarobljenici su imali prilike komunicirati s vanjskim svijetom putem krijumčarenih pisama od strane civilnih radnika koji su posjećivali logor. U muzeju Majdanek se dan danas čuvaju očuvana pisma koja su krijumčarena u Lublin. 
Od veljače 1943. godine, SS je dopustio donošenje humanitarne pomoći od strane poljskog crvenog križa i ostalih udruga i organizacija. Muzej Majdanek u svojim arhivima ima 10 300 dokumentiranih slučajeva dostave pomoći. 
Dana 3. studenog 1943. godine dogodilo se najveće masovno ubojstvo židova u logoru Majdanek. Tog je dana stradalo oko 18 400 ljudi. 25 židova uspjelo je preživjeti egzekuciju, ali su sljedećeg jutra pronađeni i smaknuti. Nakon toga u logoru je ostalo 611 zarobljenika (311 žena i 300 muškaraca) te je njima naređeno da s trupala maknu odjeću i da trupla pokopaju. 311 preživjelih žena postepeno je slano u Auschwitz. Smaknuće preostalih zarobljenika nastavilo se narednih mjeseci, a između prosinca 1943. i ožujka 1944. godine Majdanek je primio oko 18 000 invalida koji su kasnije ubijani s toksičnim plinom Ciklon B.

## Ustroj
Glavni i odgovorni u logoru bio je zapovjednik. On je bio odgovoran za cjelokupnu kontrolu i stvari vezane za rad te koordinaciju i vodstvo nad čuvarima. 
Zapovjednici Majdaneka bili su:
- Karl Otto Koch (od rujna 1941.)
- Max Koegel (kolovoz 1942. - rujan 1942.)
- Herman Florstedt (studeni 1942. - listopad 1943.)
- Martin Gottfried Weiss (studeni 1943. - svibanj 1944.)
- Arthur Liebehenschel (svibanj 1944. - srpanj 1944.)

## Žrtve
Službene procjene govore da je u ovom logoru stradalo oko 78 000 ljudi, od toga 59 000 židova. Određeni povjesničari i istraživači procjenjuju kako su te brojke bile višestruko veće, tako sudac Zdzisław Łukaszkiewicz 1948. godine daje brojku od 360 000 žrtava, a zaposlenih muzeja Majdanek Czesław Rajca 1992. godine daje brojku od oko 235 000 žrtava. Sovjeti su također dali svoju procjenu žrtava koju su iznijeli tijekom poslijeratnih sudskih procesa, a ona iznosi oko 400 000 židova, ukupno oko 1,5 milijuna ljudi svih nacionalnosti. 

## Poznati zatočenici
- Halina Birenbaum – spisateljica, pjesnikinja i prevoditeljica
- Maria Albin Boniecki - umjetnica
- Marian Filar – pijanist
- Otto Freundlich – umjetnik
- Israel Gutman – povjesničar
- Dmitry Karbyshev – sovjetski general
- Omelyan Kovch – ukrajinski svećenik
- Igor Newerly – pisac